# Božanje sfinge
Božanje sfinge (znano tudi kot L'Art) je slika olje na platnu iz leta 1896 belgijskega slikarja Fernanda Khnopffa (1858–1921).. To je interpretacija slike Ojdip in sfinga iz leta 1864 simbolističnega slikarja Gustava Moreauja.
Božanje sfinge je del stalne zbirke Kraljevih muzejev lepih umetnosti Belgije v Bruslju.

## Opis
V simbolističnem figurativnem repertoarju ima prvotno vlogo Sfinga. Njen obraz je ženstven, a njeno telo levje: tako kot njena fiziognomija se tudi njena psiha odziva na temeljno dvoumnost, hkrati pa je iznajdljiva, a kruta, mitična, a demonska, z razdiralno ambivalentnostjo, povsem podobno tisti, ki pretresa človeško nezavedno.
To globoko filozofsko razmišljanje je obarvano z razglašenimi simbolističnimi užitki. Hermetična slika, polna komunikativnih elips in simbolizmov, ki jih je težko interpretirati, Božanje sfinge predlaga malo verjetno združitev med mladeničem androginih potez in bitjem z ženskim obrazom in telesom geparda. To je očitno Sfinga, tisto grozljivo bitje, ki je po mitologiji prineslo grozo in smrt Tebam. Pravzaprav je imelo navado, da je požrlo tiste, ki niso znali odgovoriti na njegovo pretkano uganko (»Katera je tista žival, ki hodi ob zori s štirimi nogami, popoldne z dvema, zvečer s tremi?«). Edini, ki je rešil uganko in podjarmil zver, je bil grški junak Ojdip: mesto Tebe je bilo tako končno osvobojeno Sfinge, ki je iz obupa naredila samomor in se vrgla v brezno. V luči te eksegeze je mladenič, upodobljen na levi strani kompozicije, zagotovo Ojdip.
Khnopffovo delo se pravzaprav popolnoma odziva na slavni grški mit in prikazuje trenutek po Ojdipovi razrešitvi uganke. Vendar pa obstaja rahlo odstopanje. Sfinga se namreč ni pognala v pečino, kot pripoveduje mit, ampak se je raje odločila podrediti junaku, ki jo je ukrotil in ji na prepričljiv in nagajiv način približal obraz. Njegovo zadovoljstvo je otipljivo: ena od njegovih tačk gre celo tako daleč, da ljubeče gladi nemočni trebuh nečesa, kar je morala biti še ena od njegovih žrtev, ki je čudežno ušla smrti. Sfinga pa še zdaleč ni postala suženj in njen budni rep oddaja živalsko, skoraj nenadzorovano vznemirjenje: celo njene šape so pripravljene nenadoma skočiti in napasti svojega domnevnega ljubimca.
Nihče ne bo nikoli izvedel izida tega oboroženega miru. Tudi Ojdip je v negotovosti, kaj storiti: njegov pogled je usmerjen v oddaljeno točko, seže mimo opazovalca, skoraj se zdi, da sanja. Ob podrobnejši analizi pa odkrijemo, da je Ojdip pravzaprav vznemirjen zaradi tesnobne zmedenosti, kot da bi preveč jasno slutil bližajočo se strašno nevarnost. Kraljevski atributi, kot sta žezlo in krona, ne morejo premostiti nevarnosti tako dvoumne in protislovne ženstvenosti. Pokrajina, ki zapečati to neverjetno združitev, torej na skoraj podzavesten način odseva globok nemir, ki prežema sliko. Za Ojdipom in Sfingo namreč stoji marmornat podstavek, popisan z nerazumljivimi kabalističnimi zapisi. Zadaj se torej razprostira puščava rdečega peska: meja med tukajšnjim in onstranstvom je označena z dvema vitkima marmornima stebroma, medtem ko se zdi, da dve cipresi v ozadju nakazujeta konec življenja.

## V popularni kulturi
Ta slika Fernanda Khnopffa je omenjena v kratki zgodbi La Caresse v zbirki Axiomatique pisca znanstvene fantastike Grega Egana.
V knjigi Enchanting David Bowie je poudarjeno, da ima naslovnica albuma avtor Guy Peellaert za album rock zvezde iz leta 1974 Diamond Dogs osupljivo podobnost s sliko.